# Seznam vítězů diamantové ligy v běhu na 1500 m
Toto je seznam vítězů diamantové ligy v běhu na 1500 m.

## Celkoví vítězové
| Muži                 | Muži                   |
| -------------------- | ---------------------- |
| Diamantová liga 2010 | Asbel Kipruto Kiprop   |
| Diamantová liga 2011 | Nixon Kiplimo Chepseba |
| Diamantová liga 2012 | Silas Kiplagat         |
| Diamantová liga 2013 | Ayanleh Souleiman      |
| Diamantová liga 2014 | Silas Kiplagat         |
| Diamantová liga 2015 | Asbel Kipruto Kiprop   |
| Diamantová liga 2016 | Asbel Kipruto Kiprop   |
| Diamantová liga 2017 | Timothy Cheruiyot      |
| Diamantová liga 2018 | Timothy Cheruiyot      |
| Diamantová liga 2019 | Timothy Cheruiyot      |
| Diamantová liga 2020 | bez vítěze             |
| Diamantová liga 2021 | Timothy Cheruiyot      |
| Diamantová liga 2022 | Jakob Ingebrigtsen     |
| Diamantová liga 2023 | Jakob Ingebrigtsen     |
| Diamantová liga 2024 | Jakob Ingebrigtsen     |
| Diamantová liga 2025 | bude oznámeno          |

| Ženy                 | Ženy                |
| -------------------- | ------------------- |
| Diamantová liga 2010 | Nancy Langat        |
| Diamantová liga 2011 | Morgan Uceny        |
| Diamantová liga 2012 | Abeba Aregawiová    |
| Diamantová liga 2013 | Abeba Aregawiová    |
| Diamantová liga 2014 | Jennifer Simpsonová |
| Diamantová liga 2015 | Sifan Hassanová     |
| Diamantová liga 2016 | Laura Muirová       |
| Diamantová liga 2017 | Faith Kipyegonová   |
| Diamantová liga 2018 | Laura Muirová       |
| Diamantová liga 2019 | Sifan Hassanová     |
| Diamantová liga 2020 | bez vítěze          |
| Diamantová liga 2021 | Faith Kipyegonová   |
| Diamantová liga 2022 | Faith Kipyegonová   |
| Diamantová liga 2023 | Faith Kipyegonová   |
| Diamantová liga 2024 | Faith Kipyegonová   |
| Diamantová liga 2025 | bude oznámeno       |